# Güelfo I de Baviera
Güelfo I (muerto hacia el 9 de noviembre de 1101 en Pafos, Chipre) fue duque de Baviera entre 1070 y 1077, y desde 1096 hasta su muerte. Fue el primer miembro de la casa de Welf; rama cadete de la casa de Este. En la genealogía de los Welf es llamado Güelfo IV. 
Güelfo era hijo de Alberto Azzo II de Este y de su esposa Cuniza de Altdorf. Heredó los dominios de su tío materno, Güelfo, duque de Carintia, también conocido como Güelfo III.
Casó con Etelinda, hija de Otón II, duque de Baviera. Cuando el duque Otón se enemistó con el rey Enrique IV, Güelfo se divorció de su esposa, y poco después (en 1070) fue nombrado duque de Baviera en lugar de Otón. Durante la querella de las investiduras, tomó partido por el papa Gregorio VII, y en marzo de 1077 apoyó la elección de Rodolfo de Rheinfelden como antirrey. En mayo de 1077, fue desposeído de su ducado por el rey. 
Después de su divorcio en 1070, Güelfo se casó con Judith de Flandes, hija de Balduino IV de Flandes y viuda de Tostig Godwinson, conde de Northumbria.
En 1089, su hijo Güelfo II se casó con Matilde de Toscana, lo que estrechó sus relaciones con el Papa. Después de que el joven Güelfo se divorciase de Matilde en 1095, su padre fue repuesto en su trono por Enrique IV.
Tras la muerte de su padre Azzo en 1097, Güelfo trató de conseguir los dominios de su padre al sur de los Alpes, pero no tuvo éxito contra su joven hermanastro, Fulco I.
En 1099, Güelfo se unió a la Cruzada de 1101. Murió en Chipre en 1101, y está sepultado en la abadía de Weingarten. Fue sucedido como duque de Baviera por su hijo Güelfo II.
De su matrimonio con Judith de Flandes; hija de Balduino IV tuvo los siguientes hijos:
- Güelfo II (V) el gordo, nacido en 1072.
- Enrique IX de Baviera, nacido en 1075.
- Kunizza, casada con Frederick Rocho y fallecida el 6 de marzo de 1120.